# Maaca
Maaca ou Maacá (Codex Alexandrinus: Maacha, ACF: Maaca) é um nome pessoal sem gênero específico utilizado na bíblia para se referir a:
- Um filho de Naor, irmão de Abraão, com sua concubina Reumá, sendo evidentemente um garoto (Gênesis 22:23, 24).
- A esposa de Maquir, filho de Manassés (1 Crônicas 7:15-16).
- Uma das concubinas de Hezrom, filho de Calebe (1 Crônicas 2:48).
- A esposa de Jeiel, “o pai de Gibeão”. — (1 Crônicas 8:29; 9:35)
- Uma esposa de Davi, uma filha de Talmai, rei de Gesur (ib. iii. 3), um reino próximo dos maacateus. Davi gerou a Absalão e Tamar com ela.
- Pai ou antepassado de Hanã. — (1 Crônicas 11:26, 43.)
- Pai ou antepassado de Sefatias, príncipe de Israel, designado líder dos simeonitas na organização do serviço do rei feita por Davi. — (1 Crônicas 27:1, 16, 22.)
- Pai de Aquis, rei de Gate, para quem fugiram os escravos de Simei, logo cedo no reinado de Salomão.[1]
- Maaca foi esposa de Roboão, avó do rei Asa e neta de Absalão. Foi deposta do posto de rainha-mãe pelo próprio neto por ter construído um ídolo para servir de Aserá. Em 2 Crônicas 13:2 ela é chamada Micaia. Maaca teve quatro filhos. São eles Abias, Atai, Ziza e Selomite. (2 crônicas 11:20) Maaca era casada com Roboão,que tinha dezoito mulheres e sessenta concubinas, mas amava mais a Maaca do que todas as outras esposas. (2 crônicas 11:21)